# Премія Джерарда Койпера
Премія Джерарда Койпера (англ. Gerard P. Kuiper Prize) — щорічна премія, яку присуджує Відділ планетних наук Американського астрономічного товариства за видатні досягнення у галузі планетознавства. Премію названо на честь Джерарда Койпера.

## Лауреати премії Койпера
- 1984: Юджин Шумейкер
- 1985: Фред Віппл
- 1986: Джордж Везеріл[en]
- 1987: Дональд Гантен (Donald M. Hunten)
- 1988: Рудольф Гейнел (Rudolph A. Hanel)
- 1989: Джеймс Поллак
- 1990: Віктор Сафронов
- 1991: Едвард Ендерс[en]
- 1992: Пітер Голдрайх
- 1993: Джеймс Арнольд[en]
- 1994: Джеймс Ван-Аллен
- 1995: Майкл Белтон[en]
- 1996: Барні Конрат (Barney J. Conrath)
- 1997: Ірвін Шапіро
- 1998: Карл Саган
- 1999: Арманд Делсем[fr]
- 2000: Конвей Леові[en]
- 2001: Брюс Гапке
- 2002: Ебергард Грюн[en]
- 2003: Стівен Остро
- 2004: Карла Пітерс
- 2005: Вільям Габбард (William B. Hubbard)
- 2006: Дейл Крукшанк[en]
- 2007: Ендрю Інгерсол[en]
- 2008: Майкл Агерн[en]
- 2009: Тобіас Овен (Tobias Owen)
- 2010: Джеф Куцці (Jeff Cuzzi)
- 2011: Вільям Вард[en]
- 2012: Деррел Стробел (Darrell Strobel)
- 2013: Джозеф Веверка[en]
- 2014: Пітер Гіраш (Peter J. Gierasch)
- 2015: Юк Юнг[en]
- 2016: Стентон Піл[en]
- 2017: Маргарет Ківелсон[en]
- 2018: Хуліо Фернандес[en]
- 2019: Марія Зубер
- 2020: Вінгхуен Іп[en]
- 2021: Тереза Енкреназ[en][2]
- 2022: Бонні Буратті[en]